# Michel Blanc
Pour les articles homonymes, voir Michel Blanc.
Michel Blanc, né le 16 avril 1952 à Courbevoie (Seine) et mort le 3 octobre 2024 à Paris 12e, est un acteur, réalisateur, scénariste et dialoguiste français.
Révélé comme acteur comique durant les années 1970, avec la troupe du Splendid, il passe à un registre plus dramatique durant les décennies suivantes en écrivant et en réalisant trois longs-métrages salués par la critique : Marche à l'ombre (1984, nommé au César du meilleur premier film en 1985), Grosse Fatigue (nommé au César du meilleur scénario original ou adaptation en 1995) et Mauvaise Passe (1999). En 1986, il reçoit le prix d'interprétation masculine au Festival de Cannes pour la comédie noire Tenue de soirée de Bertrand Blier.
Après plusieurs jeux d'acteur remarqués dans le registre dramatique, notamment Monsieur Hire (1989) et Les Témoins (2008), il reçoit en 2012 le César du meilleur acteur dans un second rôle pour L'Exercice de l'État. Parallèlement, il écrit et réalise un diptyque porté par une distribution chorale : Embrassez qui vous voudrez (nommé au César du meilleur scénario original ou adaptation 2003) et Voyez comme on danse (2018).
Durant sa carrière, il est nommé quatre fois au César du meilleur acteur, deux fois pour des drames et deux fois pour des comédies dramatiques.

## Biographie

### Enfance et débuts
Michel Jean François Blanc est issu d'un milieu modeste, fils unique de Marcel, d'abord déménageur qui termine sa carrière comme cadre de logistique, dit « déclarant de douane », et de Jeanine Blanc (dactylographe puis comptable chez Lacoste), il est choyé par ses parents depuis qu'on lui a détecté un souffle au cœur à la naissance, au point de devenir hypocondriaque.
Il passe son enfance dans la banlieue ouvrière de Puteaux dans un pavillon de deux pièces-cuisine construit par son arrière grand-père, qui n’a pas de formation de maçon, avec un ami bricoleur. Mal conçu et accusant des faiblesses de construction, le logement est humide, sans aucune aération, et la cuisine fait également office de salle d'eau. Il y a néanmoins un petit jardin avec un cerisier qui donne de grosses cerises. Sa vie se passe dans les cuisines de ses parents et de ses grands-parents où il va quotidiennement déjeuner. Il y est heureux jusqu'à l'expropriation, le pavillon ayant fait place à un pilier d'une rocade à l'époque des grands chantiers de la ville avec la construction de gratte-ciel et du Cnit. De ces chantiers subsiste la boutique d'horlogerie de son grand-père, au milieu d'HLM des années 1920. Les Blanc déménagent à Colombes, commune proche, mais leur nouveau logement est situé rue Salvador-Allende, dont la vue donne sur le cimetière, ce qui désespère le jeune Michel.
Sa mère tombe malade et on lui diagnostique un cancer, qui provoque chez elle des quintes de toux régulières qui inquiètent son fils pendant longtemps sur le risque de récidive.
Élève au lycée Pasteur de Neuilly-sur-Seine, Michel Blanc fait la connaissance, en quatrième, de Gérard Jugnot et ils deviennent amis.
Ses futurs partenaires de comédie, Christian Clavier, Thierry Lhermitte les rejoignent, ainsi que Marie-Anne Chazel inscrite dans un lycée voisin ; Josiane Balasko entre dans la bande en 1977 en remplacement de Valérie Mairesse et Bruno Moynot est le dernier à intégrer la troupe.
Michel Blanc est amateur de musique classique depuis l'enfance quand il écoute à la radio les génériques des programmes qui suivent les informations, tels que Beethoven, Bach ou Ravel, mais surtout depuis que sa tante maternelle a acheté un tourne-disques avec des disques de musique classique. Il pratique le piano depuis le lycée grâce à Marie-Claude Equoy, un professeur qui lui donne des cours.
Pour ses débuts au théâtre, il se porte volontaire pour participer à la pièce Les Précieuses ridicules de Molière que donne le professeur de français et participe à l'atelier de Jean-Pierre Fontaine, où il joue des pièces de Molière et Jean Giraudoux en interprétant des personnages plus âgés que lui. Il s'intéresse aussi à la pellicule car Gérard Jugnot s'est inscrit au ciné-club du lycée. Avec le groupe, il participe également à des pièces, qu'ils montent mais où ils ne jouent pas toujours ensemble. Les filières de formation varient également entre eux.
Après le lycée, il s'inscrit à la faculté de lettres à Nanterre avec le projet de devenir enseignant et il y obtient un DEUG mais abandonne cette voie. Pendant ses études universitaires, il aime lire les œuvres de Gustave Flaubert. Pratiquant toujours le piano de manière assidue, il continue à s'intéresser au théâtre en faisant un bref passage de trois mois auprès de Jean-Laurent Cochet sur les conseils de Béatrice Agenin mais il ne s'y sent pas à sa place. Il tente alors d'entrer à l'école nationale supérieure des arts et techniques du théâtre mais échoue. Il retrouve ses camarades dans les cours que donne Tsilla Chelton, dans son appartement situé près de la fontaine Saint-Michel, au quartier latin à Paris où il effectue cette formation classique d'art dramatique, pendant trois ans. Les lycéens rencontrent l'actrice lorsqu'elle vient donner un cours dans leur établissement, et engendrant au passage une vocation plus marquée pour toute la bande. Michel Blanc joue notamment des pièces de Shakespeare. Le succès au piano n'étant pas au rendez-vous, l'aventure de la troupe du Splendid débute pour lui jouant avec succès des sketches de café-théâtre et des pièces qu'ils écrivent eux-mêmes, comme Bunny's Bar,,,.

### Drames et comédies populaires (années 1970)
Durant les années 1970, Michel Blanc enchaîne en parallèle du théâtre les petits rôles au cinéma. En 1975, suggéré au réalisateur Claude Miller par Patrick Bouchitey lequel joue l'un des personnages principaux avec Patrick Dewaere, il est engagé pour un second rôle significatif dans la comédie dramatique La Meilleure Façon de marcher. La même année dans Que la fête commence..., le réalisateur Bertrand Tavernier l'engage dans une comédie dramatique historique, où il retrouve comme lui dans d'autres petits rôles, ses amis Christian Clavier, Thierry Lhermitte et Gérard Jugnot. En 1976, dans Je t'aime moi non plus réalisé par Serge Gainsbourg avec Jane Birkin, il incarne à nouveau un rôle secondaire pour un film plutôt dramatique et avant-gardiste. En 1977, on le retrouve dans le thriller dramatique Le Locataire signé par Roman Polanski à nouveau pour un rôle secondaire où on aperçoit aussi Josiane Balasko et Gérard Jugnot. La même année, il tient encore un rôle secondaire dans la comédie Vous n'aurez pas l'Alsace et la Lorraine, réalisée par Coluche et Marc Monnet.
Il multiplie les apparitions et en 1978, il est enfin mis en vedette aux côtés de ses amis de la troupe du Splendid, en incarnant le personnage culte de Jean-Claude Dusse dans la comédie Les Bronzés, réalisée par Patrice Leconte et adaptée de la pièce Amours, coquillages et crustacés créée en commun par l'équipe du café-théâtre. Pour créer ce type de personnage de Jean-Claude Dusse et n'ayant pas encore trouvé l'inspiration pour faire rire au café-théâtre contrairement à son ami Gérard Jugnot pour qui cela est venu très rapidement, il a eu une révélation en découvrant pour la première fois le névrosé un peu fragile qu'interprète Woody Allen dans un de ses films, Tout ce que vous avez toujours voulu savoir sur le sexe sans jamais oser le demander. Il se reconnaît dans ce personnage et en conclut qu'il peut lui aussi tirer quelque chose de positif de ses traits de caractères. En matière d'humour, Michel Blanc et Gérard Jugnot se sont aussi inspirés dès le lycée du duo que forment Michel Serrault et Jean Poiret, sans pour autant chercher à les imiter en jouant leurs sketchs. Le style de Jean Poiret, qui fait preuve de beaucoup d'esprit, attire particulièrement Michel,,. Il retrouve ses amis pour d'autres succès cinématographiques parmi lesquels on note Les Bronzés font du ski (1979), toujours sous la direction de Patrice Leconte ou encore, (voix uniquement) Le père Noël est une ordure (1982), de Jean-Marie Poiré.
L'acteur est cantonné par la suite à des seconds rôles d'hypocondriaques râleurs ou de dragueurs maladroits. Avec le réalisateur Patrice Leconte, il tient le haut de l'affiche de plusieurs comédies à succès : Viens chez moi, j'habite chez une copine (1981), avec Bernard Giraudeau ; Ma femme s'appelle reviens (1982), aux côtés d'Anémone, Circulez y a rien à voir ! (1983) avec Jane Birkin et Jacques Villeret. Il retrouve toute la bande du Splendid pour la satire Papy fait de la résistance (1983), réalisée par Jean-Marie Poiré.

### Années 1980
Michel Blanc devient réalisateur avec la comédie Marche à l'ombre en 1984. De bons dialogues et le dispositif du duo contrasté assurent au film le plus grand succès de l'année au cinéma avec 6,1 millions de spectateurs. Le réalisateur quitte la troupe du Splendid.
L'acteur interprète un bisexuel dans la comédie noire Tenue de soirée (1986), écrite et réalisée par Bertrand Blier ; il donne la réplique à Gérard Depardieu et à Miou-Miou. Il partage l'affiche de la comédie Une nuit à l'Assemblée nationale, de Jean-Pierre Mocky, avec Jean Poiret et Jacqueline Maillan. Il change de registre en tenant le rôle-titre, sombre et ambigu, du drame Monsieur Hire (1989), d'après Georges Simenon. La même année, il joue dans la comédie Chambre à part, en compagnie des chanteurs Jacques Dutronc et Lio. Il incarne un communiste épurateur dans la satire historique Uranus (1990), de Claude Berri, avec Gérard Depardieu et Jean-Pierre Marielle.

### Diversification (années 1990)

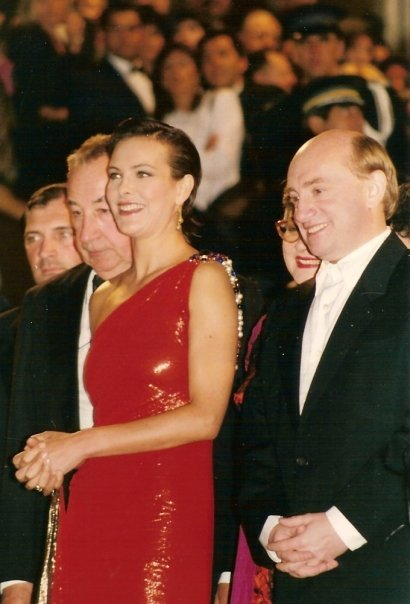
Michel Blanc avec Philippe Noiret, Carole Bouquet et Josiane Balasko pour la présentation de Grosse Fatigue au festival de Cannes 1994.

Durant les années 1990, Michel Blanc se fait plus rare, préférant se consacrer au théâtre. Ainsi, il apparaît au cinéma quand Bertrand Blier le dirige une seconde fois pour Merci la vie (1991), où il seconde le tandem Anouk Grinberg / Charlotte Gainsbourg. Il joue dans le drame fantastique Prospero's Books (1991), de Peter Greenaway ; tient un second rôle dans le drame Toxic Affair (1993), porté par Isabelle Adjani.
Surtout, il surprend une nouvelle fois avec sa deuxième réalisation, la comédie Grosse Fatigue (1994) dans laquelle il se fait « voler » sa vie par son sosie. Il y a pour partenaire Carole Bouquet. Toujours intéressé par des projets étrangers, il partage l'affiche de la comédie Le Monstre (1994) avec Roberto Benigni, également réalisateur. Il participe aussi à la comédie chorale Prêt-à-porter, de Robert Altman, sortie la même année.
En 1995, Patrice Leconte, le réalisateur fétiche du Splendid, lui offre un second rôle, celui d'un producteur véreux dans Les Grands Ducs. Le tournage de cette comédie portée par le trio Jean-Pierre Marielle / Philippe Noiret / Jean Rochefort se passe mal et, pour couronner le tout, le film est un échec commercial.
En 1999, Michel Blanc réalise Mauvaise Passe, un film de mœurs sombre, où il ne joue pas, porté par Daniel Auteuil, entouré d'une distribution internationale, qui traduit son humeur du moment.

### Consécration dans un registre dramatique (années 2000)
Au début des années 2000, il sélectionne soigneusement ses projets, fédérant à chaque fois le grand public : tout d'abord en 2002, avec la comédie dramatique chorale Embrassez qui vous voudrez, qu'il écrit et réalise, dans laquelle il s'offre aussi un rôle sur mesure. À la télévision, il trouve deux rôles dramatiques importants : celui du drame L'Affaire Dominici (2003), face à Michel Serrault, puis le thriller historique 93, rue Lauriston, où il a pour partenaire Samuel Le Bihan.
Dans un registre comique, si la comédie Madame Édouard dont il partage l'affiche avec Didier Bourdon, passe inaperçue en 2004, la comédienne et scénariste Isabelle Mergault lui offre un beau succès public en 2005 avec la comédie dramatique Je vous trouve très beau, où il incarne un agriculteur veuf et aigri en mal d'amour. L'année suivante, l'acteur retrouve la troupe du Splendid pour conclure avec succès (plus de dix millions d'entrées) leur trilogie culte avec Les Bronzés 3, toujours sous la direction de Patrice Leconte.

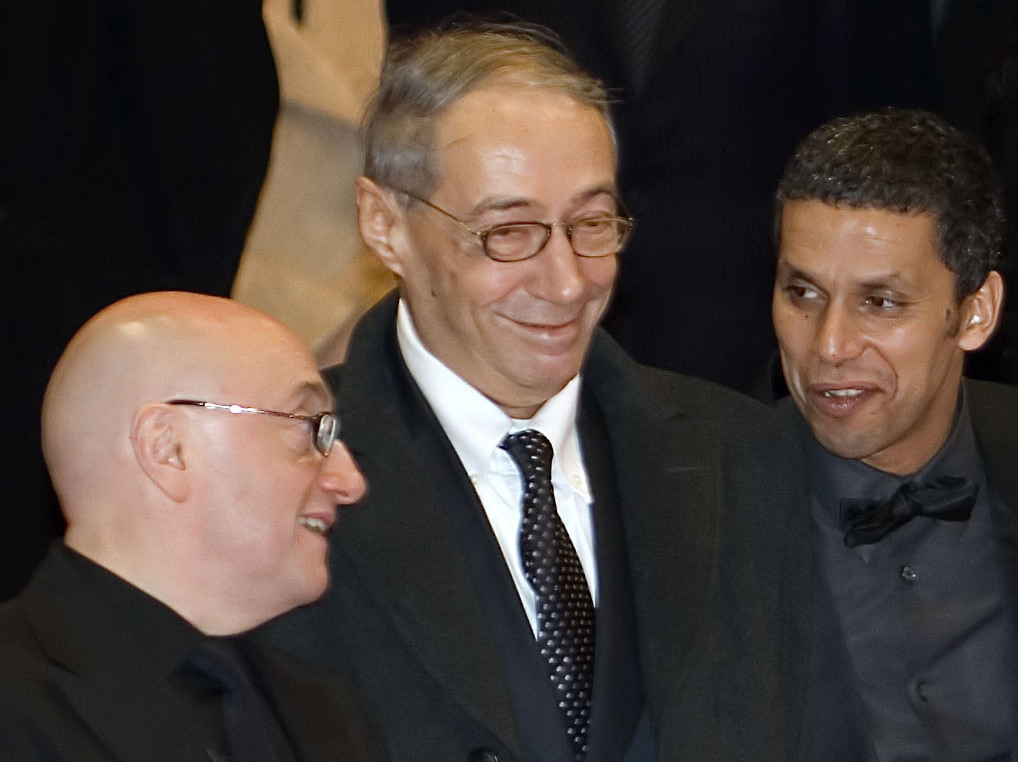
L'acteur aux côtés d'André Téchiné et de Sami Bouajila à la première des Témoins, à la Berlinale 2007.

Durant les années suivantes, l'acteur préfère creuser le registre dramatique : il fait ainsi partie de la distribution chorale du drame Les Témoins, d'André Téchiné. Il y a pour partenaires Emmanuelle Béart et Sami Bouajila. Puis il partage l'affiche du thriller Le Deuxième Souffle (2007), d'Alain Corneau, avec Monica Bellucci et avec Daniel Auteuil. Pour finir, il retrouve André Téchiné pour le drame La Fille du RER (2009), où il donne cette fois la réplique à Émilie Dequenne et à Catherine Deneuve. Parallèlement à ces projets importants, il tient aussi un petit rôle dans la comédie à petit budget Nos 18 ans (2008), de Frédéric Berthe.
Son retour à la comédie dans un projet de premier plan, avec Une petite zone de turbulences, d'Alfred Lot, qu'il co-scénarise, où il incarne un hypocondriaque, passe inaperçu. Il revient au drame : en 2011, il joue un père de famille dans Et soudain, tout le monde me manque, de Jennifer Devoldère, face à Mélanie Laurent. Puis il donne la réplique à Olivier Gourmet dans le thriller politique L'Exercice de l'État, de Pierre Schoeller. Son jeu d'acteur lui vaut le César du meilleur second rôle.

### Seconds rôles (années 2010 et 2020)

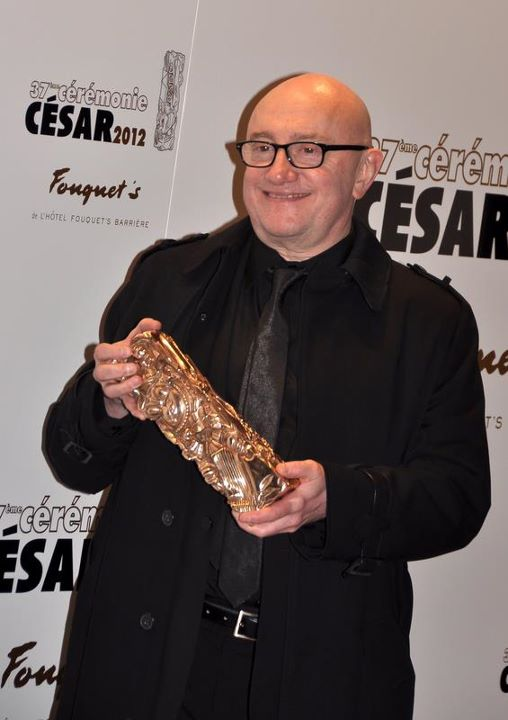
Obtention du César du second rôle en 2012 pour L'Exercice de l'État.

En 2013, Michel Blanc joue avec Josiane Balasko dans la comédie dramatique Demi-sœur, réalisé par cette dernière. Il incarne un maire français dans le mélodrame suédois Les Recettes du bonheur, de Lasse Hallström, sorti en 2014.
En 2015, il fait confiance à un autre acteur passé à la réalisation, Jean-Paul Rouve, pour un drame acclamé, intitulé Les Souvenirs. La même année, il tient un petit rôle dans la comédie potache Les Nouvelles Aventures d'Aladin, portée par Kev Adams.
En 2016, il évolue aux côtés de Romain Duris et d'Alice Belaïdi dans la comédie noire Un petit boulot, quatrième long-métrage de Pascal Chaumeil. Blanc est aussi coscénariste du film. L'année suivante, il tient un second rôle dans une autre comédie populaire, Raid dingue, réalisée par Dany Boon.
L'année suivante, il livre son cinquième film en tant que réalisateur : la comédie dramatique Voyez comme on danse, suite de son succès de 2002, Embrassez qui vous voudrez. Il y retrouve des anciens partenaires de jeu, Karin Viard, Carole Bouquet, Jacques Dutronc et Charlotte Rampling, auxquels il joint des comédiens rencontrés lors du tournage des Souvenirs : Jean-Paul Rouve et William Lebghil. Pour la première fois de sa carrière de cinéaste, les critiques sont réservées et le public ne suit pas : 420 000 spectateurs pour un budget de neuf millions d'euros.
En 2023, il joue l'illettré Émile Menoux, dans Les Petites Victoires de Mélanie Auffret, aux côtés de Julia Piaton. En 2024 il tourne dans La Cache, du réalisateur suisse Lionel Baier, adapté de La Cache, roman de Christophe Boltanski, Prix Femina 2015.

### Vie privée
Dans les années 1990, Michel Blanc est en couple durant un an et demi avec Lio, chanteuse et actrice rencontrée sur le tournage du film Chambre à part en 1989.
Lors de sa mort, en 2024, il partage sa vie depuis une quinzaine d'années avec Ramatoulaye Diop, une styliste sénégalaise,.

### Mort

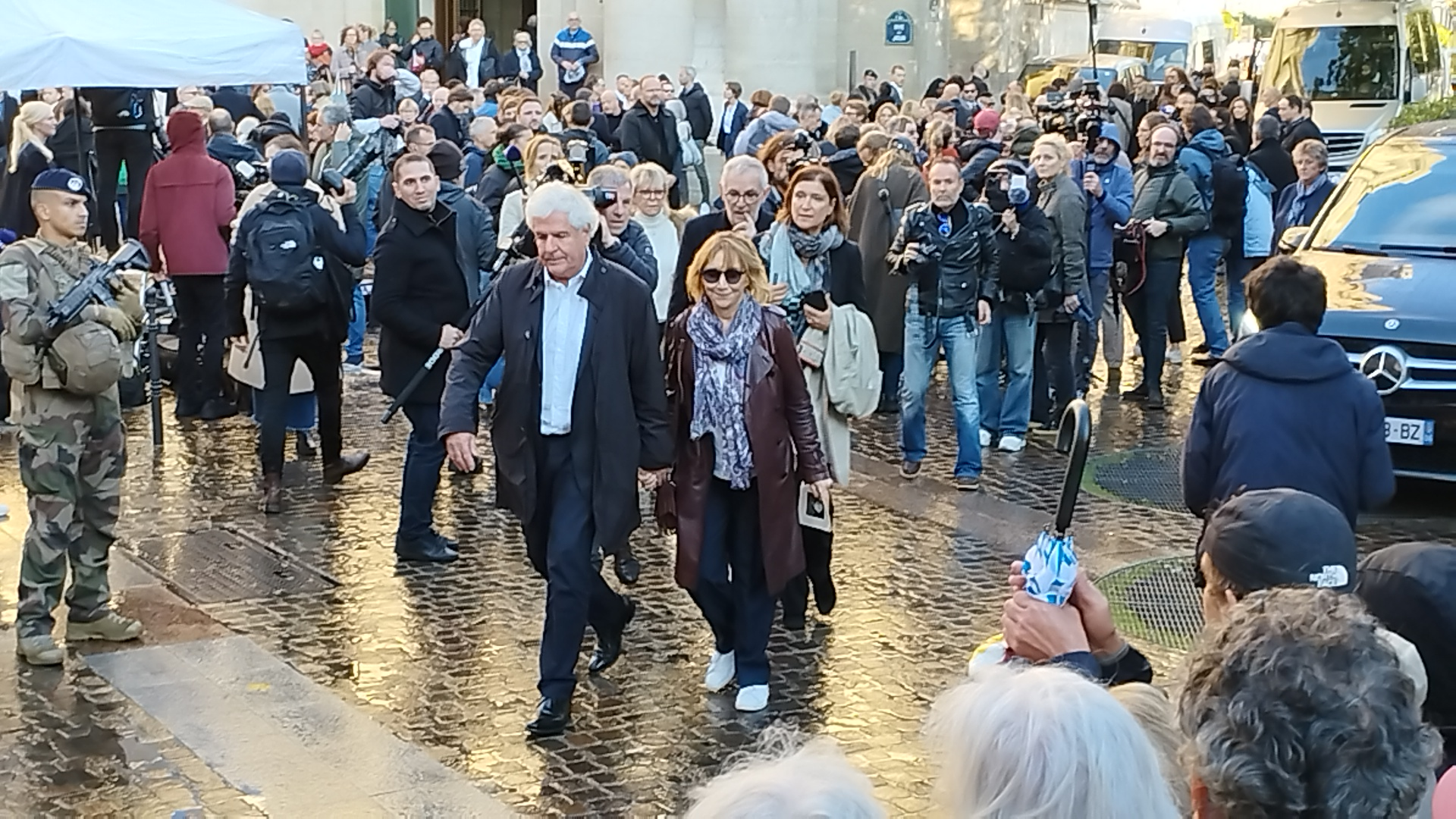
Marie-Anne Chazel lors des obsèques de Michel Blanc.

Le 3 octobre 2024, âgé de 72 ans et « en pleine forme », Michel Blanc se rend dans un centre de radiologie du 14e arrondissement de Paris pour un examen médical. Il y est victime d'un choc anaphylactique et un œdème de Quincke d'origine inconnue. L'hypothèse d'une allergie à un médicament antibiotique est avancée et notamment évoquée par son ami Gérard Jugnot, celle d'un produit de contraste démentie. Transporté en réanimation à l’hôpital Saint-Antoine dans le 12e arrondissement de Paris, il y meurt après six arrêts cardiaques,,,,.
Ses obsèques ont lieu le 10 octobre 2024 à l'église Saint-Eustache dans le 1er arrondissement de Paris, en présence d'un millier de personnes et personnalités. L'acteur est inhumé au cimetière du Père-Lachaise, dans la division 52, face à la sépulture de Marie Laforêt.

#### Hommages
Son ami de longue date Gérard Jugnot réagit par un mot de désolation publié sur Instagram : « Putain, Michel… Qu'est-ce que tu nous as fait… ». Ses anciens compagnons de « La Troupe du Splendid – Josiane Balasko, Marie-Anne Chazel, Christian Clavier, Gérard Jugnot, Thierry Lhermitte, Bruno Moynot – s'associent d'une seule voix pour exprimer leur douleur immense à la suite du décès de leur ami et compagnon Michel Blanc ». De nombreuses personnalités du monde artistique lui rendent hommage, parmi lesquels Louane, Lio, Pierre Arditi, Dominique Besnehard, Kev Adams, Jean-Paul Rouve, Dany Boon, Jean Dujardin, Dominique Farrugia, Franck Dubosc, Fabien Onteniente, Pierre Niney, Hakim Jemili ou encore Patrice Leconte, le réalisateur des Bronzés. 
Le président de la République Emmanuel Macron salue un « monument du cinéma français », qui « nous a fait pleurer de rire et émus aux larmes ». Le Premier ministre Michel Barnier regrette un « formidable acteur qui nous a fait rire, […] et qui nous a émus aussi […] ». La ministre de la Culture Rachida Dati salue également l’ensemble de son œuvre cinématographique : « Michel Blanc nous aura épatés par la variété de son jeu d'acteur mais aussi par ses talents de réalisateur avec des films comme Marche à l'ombre ou Grosse fatigue. »
Un hommage lui est rendu lors de la septième édition du Festival Films courts de Dinan, qui se tient du 20 au 24 novembre, avec la projection du film Monsieur Hire, présenté par Patrice Leconte, président du jury.
Un hommage lui est également rendu lors de la 50e cérémonie des César le 28 février 2025. Une vidéo émouvante retrace sa carrière. À la fin de cette vidéo, on entend quelques notes de Quand te reverrai-je, reprise au piano par Juliette Armanet. Josiane Balasko et Thierry Lhermitte montent ensuite sur scène pour y prononcer quelques mots d'hommage.

## Filmographie

### Acteur

#### Cinéma

##### Années 1970
- 1974 : Les Filles de Malemort de Daniel Daërt
- 1974 : Que la fête commence... de Bertrand Tavernier : le valet de chambre de Louis XV
- 1975 : Attention les yeux ! de Gérard Pirès : un flic
- 1975 : Le Bol d'air de Charles Nemes : Michel
- 1976 : Je t'aime moi non plus de Serge Gainsbourg : un ouvrier
- 1976 : On aura tout vu de Georges Lautner : un copain du café-théâtre
- 1976 : La Meilleure Façon de marcher de Claude Miller : Raoul Deloux
- 1977 : Le Locataire de Roman Polanski : le voisin se plaignant du bruit
- 1977 : L'Ordinateur des pompes funèbres de Gérard Pirès
- 1977 : Le Diable dans la boîte de Pierre Lary : un cadre
- 1977 : Le Point de mire de Jean-Claude Tramont : l'agent de police
- 1977 : Vous n'aurez pas l'Alsace et la Lorraine de Coluche et Marc Monnet : Antremont
- 1978 : Des enfants gâtés de Bertrand Tavernier : le jeune homme de l'agence
- 1978 : La Tortue sur le dos de Luc Béraud : l'homme qui lit le manuscrit
- 1978 : Les héros n'ont pas froid aux oreilles de Charles Nemes : un passant
- 1978 : Le beaujolais nouveau est arrivé de Jean-Luc Voulfow : le fils du capitaine
- 1978 : Les Bronzés de Patrice Leconte : Jean-Claude Dusse
- 1978 : Chaussette surprise de Jean-François Davy : l'interne
- 1979 : La Gueule de l'autre de Pierre Tchernia : Taboureau, l'adjoint de Javert
- 1979 : Les Bronzés font du ski de Patrice Leconte : Jean-Claude Dusse
- 1979 : Rien ne va plus de Jean-Michel Ribes : Marcel Dupin
- 1979 : L'Adolescente de Jeanne Moreau : M. Bertin
- 1979 : Cause toujours... tu m'intéresses ! d'Édouard Molinaro : l'agent de police au chantier
- 1979 : Pierrot mon ami de François Leterrier

##### Années 1980
- 1980 : Le Cheval d'orgueil de Claude Chabrol : Corentin Calvez
- 1981 : Viens chez moi, j'habite chez une copine de Patrice Leconte : Guy
- 1981 : Ma femme s'appelle reviens de  Patrice Leconte : Bernard
- 1982 : Le père Noël est une ordure de Jean-Marie Poiré :  l'obsédé au téléphone
- 1983 : Circulez y a rien à voir ! de Patrice Leconte : Inspecteur Leroux
- 1983 : Nemo d'Arnaud Sélignac : Boris
- 1983 : Retenez-moi... ou je fais un malheur ! de Michel Gérard : Laurent Martin
- 1983 : Papy fait de la résistance de Jean-Marie Poiré : le curé
- 1984 : Marche à l'ombre de Michel Blanc : Denis
- 1985 : Drôle de samedi de Tunç Okan : l'élève de l'auto-école
- 1986 : Tenue de soirée de Bertrand Blier : Antoine
- 1986 : Je hais les acteurs de  Gérard Krawczyk : Monsieur Albert
- 1986 : Les Fugitifs de Francis Veber : Docteur Gilbert (non crédité)
- 1988 : Sans peur et sans reproche de Gérard Jugnot : Verdiglione, le chirurgien
- 1988 : Une nuit à l'Assemblée nationale de Jean-Pierre Mocky : Walter Arbeit
- 1989 : Monsieur Hire de Patrice Leconte d'après Georges Simenon : Monsieur Hire
- 1989 : Chambre à part de Jacky Cukier : Martin

##### Années 1990
- 1990 : Strike It Rich de James Scott (en)
- 1990 : Uranus de Claude Berri : Gaigneux
- 1991 : Merci la vie de Bertrand Blier : Raymond Pelleveau
- 1991 : Les Secrets professionnels du docteur Apfelglück d'Alessandro Capone, Stéphane Clavier, Hervé Palud, Mathias Ledoux et Thierry Lhermitte : l'hindou
- 1991 : Prospero's Books de Peter Greenaway : Alonso
- 1991 : La Montre, la Croix et la Manière (The Favour, the Watch and the Very Big Fish) de Ben Lewin : Norbert
- 1993 : Toxic Affair de Philomène Esposito : le suicidaire
- 1994 : Grosse Fatigue de Michel Blanc : son propre rôle et un celui d'un sosie dénommé Patrick Olivier
- 1994 : Prêt-à-porter de Robert Altman : Inspecteur Forget
- 1994 : Le Monstre (Il mostro) de Roberto Benigni : Paride Taccone
- 1996 : Les Grands Ducs de Patrice Leconte : Shapiron

##### Années 2000
- 2002 : Embrassez qui vous voudrez de Michel Blanc : Jean-Pierre
- 2003 : Madame Édouard de Nadine Monfils : Commissaire Léon
- 2005 : Je vous trouve très beau d'Isabelle Mergault : Aymé Pigrenet
- 2006 : Les Bronzés 3 de Patrice Leconte : Jean-Claude Dusse
- 2007 : Les Témoins d'André Téchiné : Adrien
- 2007 : Le Deuxième Souffle d'Alain Corneau : Commissaire Blot
- 2008 : Nos 18 ans de Frédéric Berthe : le professeur Martineau
- 2008 : Musée haut, musée bas de Jean-Michel Ribes : Mosk, le conservateur
- 2009 : La Fille du RER d'André Téchiné : Samuel Bleistein
- 2009 : Une petite zone de turbulences d'Alfred Lot : Jean-Paul Muret

##### Années 2010
- 2011 : Et soudain, tout le monde me manque de Jennifer Devoldère : Eli, le père de Justine
- 2011 : L'Exercice de l'État de Pierre Schoeller : Gilles, le directeur de cabinet du ministre
- 2013 : Demi-sœur de Josiane Balasko : Paul
- 2014 : Les Recettes du bonheur (The Hundred-Foot Journey) de Lasse Hallström : le maire
- 2015 : Les Souvenirs de Jean-Paul Rouve : Michel, le père de Romain
- 2015 : Les Nouvelles Aventures d'Aladin d'Arthur Benzaquen : le sultan
- 2016 : Un petit boulot de Pascal Chaumeil : Gardot
- 2017 : Raid dingue de Dany Boon : Jacques Pasquali
- 2018 : Voyez comme on danse de Michel Blanc : Jean-Pierre
- 2019 : Docteur ? de Tristan Séguéla : le docteur Serge Mamou Mani

##### Années 2020
- 2020 : Les Tuche 4 d'Olivier Baroux : Jean-Yves
- 2023 : Les Cadors de Julien Guetta : Jean-Pierre
- 2023 : Les Petites Victoires de Mélanie Auffret : Émile Menoux
- 2023 : Marie-Line et son juge de Jean-Pierre Améris : le juge Gilles d'Outremont
- 2025 : Le Routard de Philippe Mechelen : Charoux
- 2025 : La Cache de Lionel Baier : Père-grand

#### Télévision
- 1977 : Au théâtre ce soir : Football de Pol Quentin et Georges Bellak, mise en scène Michel Fagadau, réalisation Pierre Sabbagh, théâtre Marigny
- 1978 : Madame le juge de Philippe Condroyer, épisode « Le Feu » : Colomar
- 1979 : Les Enquêtes du commissaire Maigret, épisode « Maigret et l'Indicateur » d'Yves Allégret : la Puce
- 1979 : Les Quatre Cents Coups de Virginie, épisode « Une provinciale à Paris », réalisation Bernard Queysanne
- 1981 : Les Enquêtes du commissaire Maigret, épisode « Le Pendu de Saint-Pholien » d'Yves Allégret : René Josselin
- 1982 : Après tout ce qu'on a fait pour toi de Jacques Fansten : Pierre
- 1988 : Palace (1 épisode) de Jean-Michel Ribes : l'inspecteur d'audimat
- 1988 : Médecins des hommes, épisode « Afghanistan, le pays interdit » d'Alain Corneau : Philippe Augoyard
- 2003 : L'Affaire Dominici de Pierre Boutron : le commissaire Sébeille
- 2004 : 93, rue Lauriston de Denys Granier-Deferre : l'inspecteur Blot

#### Doublage
- 1985 : Ouragan sur l'eau plate : Delgado Fitzhugh (Billy Connolly)

### Réalisateur
- 1984 : Marche à l'ombre
- 1994 : Grosse Fatigue
- 1999 : Mauvaise Passe
- 2002 : Embrassez qui vous voudrez
- 2018 : Voyez comme on danse

### Scénariste
- 1975 : Le Bol d'air (court-métrage, co-scénariste avec l'ensemble de la troupe du Splendid)
- 1978 : Les Bronzés (co-scénariste avec l'ensemble de la troupe du Splendid)
- 1979 : Les Bronzés font du ski (co-scénariste avec l'ensemble de la troupe du Splendid)
- 1981 : Viens chez moi, j'habite chez une copine (co-scénariste)
- 1982 : Ma femme s'appelle reviens (co-scénariste)
- 1984 : Marche à l'ombre (co-scénariste)
- 1985 : Les Spécialistes (co-scénariste)
- 1994 : Grosse Fatigue (co-scénariste)
- 1999 : Mauvaise Passe (co-scénariste)
- 2002 : Embrassez qui vous voudrez (co-scénariste)
- 2006 : Les Bronzés 3 : Amis pour la vie (co-scénariste avec l'ensemble de la troupe du Splendid)
- 2007 : Sœur Thérèse.com (série TV), épisode L'assassin est parmi nous
- 2009 : Une petite zone de turbulences (co-scénariste)
- 2016 : Un petit boulot
- 2018 : Voyez comme on danse

### Dialoguiste
- 1985 : Michel Blanc a écrit les dialogues du film de Patrice Leconte Les Spécialistes, avec Bernard Giraudeau et Gérard Lanvin

## Théâtre

### Adaptateur
- 1992 : Je veux faire du cinéma de Neil Simon, Théâtre de la Michodière
- 1996 : Temps variable en soirée d'Alan Ayckbourn
- 1997 : Espèces menacées de Ray Cooney
- 1999 : La Chambre bleue de David Hare
- 2001 : La Valse à Manhattan (en)[48] d'Ernest Thompson
- 2003 : L'Amour est enfant de salaud d'Alan Ayckbourn, mise en scène José Paul, Théâtre Tristan-Bernard
- 2004 : Frankie et Johnny au clair de lune de Terrence McNally
- 2005 : Tantine et moi de Morris Panych

### Comédien
- 1976 : Foot-ball mise en scène Michel Fagadau
- 1976 : Je vais craquer du Splendid, Théâtre du Splendid
- 1976 : Ma tête est malade du Splendid
- 1977 : Le Pot de terre contre le pot de vin du Splendid (troupe), Théâtre du Splendid
- 1978 : Amour, coquillages et crustacés du Splendid (troupe), Théâtre du Splendid
- 1982 : Bunny's bar de Josiane Balasko, mise en scène Josiane Balasko, avec Josiane Balasko, Valérie Mairesse, Théâtre du Splendid Saint-Martin
- 1985 : Nuit d'ivresse de Josiane Balasko, mise en scène Josiane Balasko, avec Josiane Balasko, Théâtre du Splendid Saint-Martin
- 1992 : Je veux faire du cinéma de Neil Simon, mise en scène Michel Blanc, Théâtre de la Michodière
- 1992 : Art de Yasmina Reza, mise en scène Patrice Kerbrat, avec Pierre Arditi, Pierre Vaneck, Comédie des Champs-Élysées
- 1995 : Le Marchand de Venise de William Shakespeare, adaptation d'Éric-Emmanuel Schmitt, mise en scène de Jean-Luc Tardieu, avec Isabelle Gélinas, Maison de la culture de Loire-Atlantique Nantes

### Metteur en scène
- 1987 : L'Excès contraire de Françoise Sagan, Théâtre des Bouffes-Parisiens
- 1992 : Je veux faire du cinéma de Neil Simon, Théâtre de la Michodière

## Discographie
- 1985 : Michel Blanc a enregistré une chanson Le Mec plus ultra, sortie en 45 tours, écrite par Patrick Michel et Gérard Presgurvic.
- 2004 : Sénèque, dernier jour d'Éric Tanguy et Xavier Couture, concerto pour orchestre et récitant, créé par le compositeur pour Michel Blanc.

## Distinctions

### Récompenses
- Festival de Cannes 1986 : Prix d'interprétation masculine pour Tenue de soirée
- Festival de Cannes 1994 : Prix du scénario pour Grosse Fatigue
- SACD 2002 : Prix Henri-Jeanson
- Molières 2004 : Molière de l'adaptateur pour L'Amour est enfant de salaud
- Festival de Cabourg 2006 : Swann d'or du meilleur acteur pour Je vous trouve très beau
- César 2012 : César du meilleur acteur dans un second rôle pour L'Exercice de l'État
- César 2021 : César anniversaire avec la troupe du Splendid

### Nominations

#### Molières
- 1992 : Molière de l'adaptateur pour Je veux faire du cinéma
- 1997 : Molière de l'adaptateur pour Temps variable en soirée
- 1998 : Molière de l'adaptateur pour Espèces menacées
- 1999 : Molière de l'adaptateur pour Espèces menacées
- 2005 : Molière de l'adaptateur pour Tantine et moi

#### César
- 1985 : César du meilleur premier film pour Marche à l'ombre
- 1987 : César du meilleur acteur pour Tenue de soirée
- 1990 : César du meilleur acteur pour Monsieur Hire
- 1995 : César du meilleur scénario original ou adaptation pour Grosse Fatigue
- 2003 : César du meilleur scénario original ou adaptation pour Embrassez qui vous voudrez
- 2007 : César du meilleur acteur pour Je vous trouve très beau
- 2008 : César du meilleur acteur pour Les Témoins

### Décorations
- Chevalier de la Légion d'honneur (14 juillet 2012)[49],[50]
- Chevalier de l'ordre national du Mérite (1993)[51].
- Chevalier de l'ordre du Mérite agricole (24 juin 2008)[52]
- Chevalier de l'ordre des Arts et des Lettres (1992)[53]

## Hommages
Par délibération du 11 avril 2025, une voie prend la dénomination de « Rue Michel-Blanc » dans le 3e arrondissement de Paris,.